# Тиркхајм
Тиркхајм (њем. Türkheim) град је у њемачкој савезној држави Баварска. Једно је од 52 општинска средишта округа Унтералгој. Према процјени из 2010. у граду је живјело 6.667 становника. Посједује регионалну шифру (AGS) 9778203.

## Географски и демографски подаци
Тиркхајм се налази у савезној држави Баварска у округу Унтералгој. Град се налази на надморској висини од 598 метара. Површина општине износи 31,6 km². У самом граду је, према процјени из 2010. године, живјело 6.667 становника. Просјечна густина насељености износи 211 становника/km².

## Међународна сарадња
| Мјесто | Држава   | Врста сарадње | Од    |
| ------ | -------- | ------------- | ----- |
| Вашкут | Мађарска | партнерство   | 1992. |
| Извор  |          |               |       |